# 유관 (장북후)
유관(劉寬, ? ~ 기원전 78년)은 전한 중기의 제후로, 조경숙왕의 아들이다.

## 행적
무제 때 장북후(漳北侯)에 봉해졌다.
원봉 3년(기원전 78년), 종에게 피살되었고, 봉국은 폐지되었다.

## 출전
- 반고, 《한서》 권15상 왕자후표 上

| 선대 (첫 봉건) | 전한의 장북후 ? ~ 기원전 78년 | 후대 (봉국 폐지) |